# مهرک نوش‌زاد
مِهرک نوش‌زاد فرمانروای جهرم در روزگار اردشیر بابکان بود. هنگامی که اردشیر در کجاران (کرمان) با سپاه هفت‌واد می‌جنگید وی از نبودن او استفاده کرد و به اردشیرخوره رفت و گنج او را به تاراج برد. اردشیر چون بازگشت به جهرم لشکر کشید و مهرک را دستگیر کرد و گردن زد و سرش را در آتش افکند و خاندانش را جز دختری که نهان شد، نابود ساخت. این دختر بعدها زن شاپور یکم پسر اردشیر شد و از پیوند آنان هرمز یکم به دنیا آمد. نام دختر مهرک نوش‌زاد که بعدها زن شاپور شد، در منابع کردزاد یاد شده‌است که احتمالاً همان خوریم گودرز است.
امروزه قلعه‌ای در جهرم به نام «قلعه مهرک» وجود دارد که به مهرک نوش‌زاد منسوب است. این قلعه متشکل از یک استخر قدیمی و خرابه‌های حصار قلعه است و چنین بر می‌آید که دیوارهای پهن و چهار برج داشته است. در فیروزآباد نیز تَنگی وجود دارد که به «تنگ مهرک» معروف است و به نظر می‌رسد همان جایی است که اردشیر مهرک را گردن زده‌ است.